# فرشید پاداش
فرشید پاداش (زاده ۲۶ فروردین ۱۳۷۰ - چرام) یک بازیکن فوتبال اهل ایران است.
این بازیکن سابقه بازی در باشگاه فوتبال نفت و گاز گچساران، شهرداری ماهشهر، پارس جنوبی جم و نفت مسجدسلیمان را دارد. او در فصل ۹۶–۹۷ به عنوان آقای گلی لیگ دسته یک باشگاهای ایران دست یافت.